# Grzegorz Jemielita
Grzegorz Eugeniusz Jemielita (ur. 9 marca 1940 w Warszawie) – polski naukowiec, profesor nauk technicznych, specjalista w zakresie budownictwa i teorii konstrukcji.

## Życiorys
W 1993 roku uzyskał stopień doktora habilitowanego za rozprawę Ścisłe równania teorii płyt i tarcz, a w 2005 roku tytuł profesora nauk technicznych. Pełnił funkcję kierownika Zakładu Zastosowań Informatyki w Inżynierii Lądowej na Wydziale Inżynierii Lądowej Politechniki Warszawskiej i dziekana Wydziału Inżynierii Lądowej Politechniki Warszawskiej. Obecnie profesor na Wydziale Inżynierii Lądowej Politechniki Warszawskiej i w Zakładzie Mechaniki i Konstrukcji Budowlanych Wydziału Budownictwa i Inżynierii Środowiska Szkoły Głównej Gospodarstwa Wiejskiego w Warszawie. 
Został członkiem komitetu naukowego I, II, III i IV Konferencji Smoleńskiej (z lat 2012, 2013, 2014 i 2015), skupiającej badaczy metodami nauk ścisłych katastrofy samolotu Tu-154 w Smoleńsku z 10 kwietnia 2010.
Został odznaczony Złotym Krzyżem Zasługi (2001).